# Тілтон-Нортфілд (Нью-Гемпшир)
Тілтон-Нортфілд (англ. Tilton Northfield) — переписна місцевість (CDP) в США, в округах Белкнеп і Меррімак штату Нью-Гемпшир. Населення — 3324 особи (2020).

## Географія
Тілтон-Нортфілд розташований за координатами 43°26′32″ пн. ш. 71°35′44″ зх. д. / 43.44222° пн. ш. 71.59556° зх. д. (43.442256, -71.595444).  За даними Бюро перепису населення США в 2010 році переписна місцевість мала площу 7,58 км², з яких 7,33 км² — суходіл та 0,25 км² — водойми.

## Демографія
Згідно з переписом 2010 року, у переписній місцевості мешкало 3075 осіб у 1212 домогосподарствах у складі 721 родини. Густота населення становила 406 осіб/км².  Було 1335 помешкань (176/км²).
Расовий склад населення:
| - 96,1 % — білих - 1,4 % — азіатів - 0,7 % — чорних або афроамериканців - 0,4 % — корінних американців |

До двох чи більше рас належало 1,3 %. Частка іспаномовних становила 1,0 % від усіх жителів.
За віковим діапазоном населення розподілялося таким чином: 20,9 % — особи молодші 18 років, 62,6 % — особи у віці 18—64 років, 16,5 % — особи у віці 65 років та старші. Медіана віку мешканця становила 40,4 року. На 100 осіб жіночої статі у переписній місцевості припадало 107,8 чоловіків;  на 100 жінок у віці від 18 років та старших — 107,6 чоловіків також старших 18 років.
Середній дохід на одне домашнє господарство  становив 60 827 доларів США (медіана — 52 712), а середній дохід на одну сім'ю — 69 681 долар (медіана — 65 556). Медіана доходів становила 39 978 доларів для чоловіків та 34 118 доларів для жінок. За межею бідності перебувало 8,8 % осіб, у тому числі 15,4 % дітей у віці до 18 років та 3,3 % осіб у віці 65 років та старших.
Цивільне працевлаштоване населення становило 1719 осіб. Основні галузі зайнятості: виробництво — 21,3 %, освіта, охорона здоров'я та соціальна допомога — 20,6 %, роздрібна торгівля — 16,6 %.